# Арванов, Зармаир Мамиконович
Зармаир Мамиконович Арванов (15 апреля 1915, Тифлис, Российская империя — 1 февраля 1997, Санкт-Петербург, Россия) — советский военачальник, контр-адмирал, командир подводной лодки К-21.

## Биография
Родился в Тифлисе в семье железнодорожного служащего. После окончания 7 классов 41-трудовой школы, продолжил учёбу в фабрично-заводском училище, где получил 9-классное образование и специальность слесаря-инструментальщика. В 1932—1933 годах работал в инструментальном цехе Тифлисского паровозоремонтного завода им. Сталина, где был военным организатором Осоавиахима.
В 1933 году по путевке Закавказкого крайкома комсомола был направлен в Ленинградское высшее Военно-морское училище им. Фрунзе. В 1938 году оканчивает его 1-у разряду, по специальности «минёр-подводник» и направляется в бригаду подводных лодок командиром группы на лодку С-1 в Кронштадт. В июле 1938 года был переведён на Северный флот на должность командира торпедной группы, минного сектора подводной лодки «К-3». С июля 1940 года по июль 1942 года был командиром БЧ-2,3 лодки К-2.
19 июля 1942 года капитан-лейтенант Арванов назначен старшим помощником командира лодки «К-21», командир Н. А. Лунин. На ней Арванов совершил 7 боевых походов, сначала в должности старпома, а затем, с 1943 года командира. В качестве командира «К-21» совершил два боевых похода. Первый был с задачей перехвата германского линкора «Scharnhorst». Второй был минной постановкой.
В ноябре 1945 года капитан 3-го ранга Арванов был назначен в спецкоманду по приёму от ВМС Великобритании подводных лодок германского флота, которые сдались Англии. Некоторое время командовал трофейной немецкой лодкой «Н-29».
В 1951 году был назначен заместителем начальника штаба соединения, затем помощником начальника штаба Балтийского флота. В 1953 году капитан 1-го ранга Арванов возглавил 7-й, позднее 6-й учебный отряд Балтийского флота. 7 мая 1960 года было присвоено звание контр-адмирал. В том же году был назначен 1-м заместителем начальника Ленинградского высшего военно-морского инженерного училища им. Дзержинского.
С 1963 года по состоянию здоровья контр-адмирал Арванов вышел в запас. В 1963—1992 годах работал начальником инженерной службы в проектно-конструктивном бюро Министерства судостроительной промышленности. Вел активную общественную работу в Объединённом Совете ветеранов-подводников.
Умер 1 февраля 1997 года. Похоронен на Богословском кладбище в Санкт-Петербурге.

## Исторические факты
- Родоначальник одной из флотских традиций отмечать победы салютом с борта подводной лодки при возвращении на базу[2].

## Личная жизнь
Был женат, растил дочь.